# U.S. Bank Stadium
U.S. Bank Stadium — крытый стадион, расположенный в центре Миннеаполиса, на месте, где ранее располагался стадион Хьюберт Эйч Хамфри Метродоум. Стадион был открыт в 2016 году. Он является домашним стадионом команды «Миннесота Вайкингс» из НФЛ, здесь также проводит бейсбольные матчи своих колледжей Университет Миннесоты. В августе 2023 года журнал The Athletic назвал стадион U.S. Bank «лучшим местом» в НФЛ, имеются и другие награды и премии.
Стадион получил своё название в результате договора между «Миннесота Вайкингс» и миннеаполитанской холдинговой компанией U.S. Bancorp, инвестирующей в развитие спорта в Миннесоте. Сумма сделки составила около 220 миллионов долларов.
Вместимость стадиона составляет 66 000 мест. Сиденья смонтированы на продольных направляющих, что позволяет при необходимости увеличить вместимость до 73 000 мест путем смещения кресел на направляющих для более плотного их размещения, за счет чего в каждом ряду могут быть установлены еще несколько кресел.
Собственником стадиона является Управление спортивных сооружений штата Миннесота (Minnesota Sports Facilities Authority, MSFA), учрежденное легислатурой штата в 2012 году специально для его проектирования, строительства и эксплуатации.
Арена стадиона позволяет проводить матчи по таким видам спорта, как американский футбол, бейсбол, баскетбол, а также концерты, реслинговые шоу и иные общественные мероприятия. В подтрибунном пространстве располагаются шесть лаунж-клубов, которые сдаются под отдельные события, не обязательно связанные со спортом (свадьбы, дни рождения и так далее), а также сувенирные магазины, рестораны и музей футбольного клуба. Стадион является и туристической достопримечательностью, по нему проводятся экскурсии. Таким образом, его можно рассматривать не только как спортивное сооружение, но скорее как многофункциональный общественно-досуговый центр, расположенный вокруг крытого футбольного поля.

## История проектирования и строительства
Стадион Метродоум, построенный в 1979 году, к началу XXI века уже не отвечал требованиям, предъявляемым климатом штата Миннесота к большим спортивным сооружениям. В частности, в декабре 2010 года после сильной метели его надувная крыша не выдержала веса снегового покрова и порвалась, вследствие чего несколько игр были перенесены в Детройт. Также старый стадион не удовлетворял современным требованиям пожарной безопасности: при близкой к предельной заполненности стадиона эвакуация зрителей в случае чрезвычайной ситуации была бы сильно затруднена.
Проектировщиком выступила техасская фирма HKS, Inc.
Закладка фундамента состоялась 3 декабря 2013 года. Продолжительность строительства составила два с половиной года, строительство было завершено с опережением графика на 6 недель без увеличения стоимости. Использовалась в основном местная рабочая сила и поставщики.
Стоимость строительства составила 1,06 млрд долларов, что по курсу 2017 года соответствует 72 млрд рублей. Из них $348 млн было получено от штата Миннесота, $150 млн из городского бюджета и $551 млн от клуба «Миннесота Вайкингс» и частных взносов.

## Объемно-планировочные, архитектурные и конструктивные решения
При проектировании были учтены требования энергоэффективности здания. В связи с тем, что футбольный сезон приходится на осень и зиму, когда в Миннесоте стоят морозы, было принято решение отказаться от раздвижной крыши в пользу стационарной. Крыша двускатная; обращенный на юг скат свеопрозрачен, что позволяет максимально использовать естественное солнечное освещение. Специальная система отслеживает снеговую нагрузку: при превышении предельных значений конструкция крыши слегка деформируется, вследствие чего снег сползает в специальные приёмники. Талая и дождевая вода собирается, фильтруется и используется в технических целях.
Стадион возведен из железобетонных и стальных конструкций. В качестве коньковой конструкции используется металлическая ферма пролетом 301 метр (989 футов).
Внутри стадиона установлено 1300 точек доступа wi-fi и система для бесперебойной мобильной связи.
Интерьеры стадиона оформлены местными художниками. При полной заполняемости стадиона за 10 игр его посетит около 700 000 человек. Это равно числу посетителей всех музеев Миннеаполиса за год, поэтому художественному оформлению помещений было уделено особое внимание.

## Спортивные турниры и другие мероприятия
Стадион открылся 22 июля 2016 года двухдневным днем открытых дверей, в котором приняли участие более 190 000 человек. После этого в рамках празднования открытия стадиона было дано два концерта: кантри-певца Люка Брайана 19 августа и группы Metallica 20 августа.
Первая предсезонная игра на стадионе состоялась 28 августа 2016 года. Первая регулярная игра состоялась 18 сентября 2016 года, это был матч по американскому футболу между «Миннесота Вайкингс» и «Грин-Бей Пэкерс». В перерыве игры была проведена мемориальная церемония, посвященная Принсу, уроженцу Миннеаполиса.